# Finanční arbitr
Finanční arbitr je mimosoudní orgán k řešení sporů, který bezplatně rozhoduje spory mezi zákazníky a finančními institucemi. Institut byl zřízen k 1. lednu 2003 v rámci harmonizace práva České republiky se zeměmi Evropské unie, a to na základě zákona Parlamentu České republiky č. 229/2002 Sb., o finančním arbitrovi.

## Funkce
Hlavním posláním finančního arbitra a tedy i hlavním důvodem jeho zřízení je zajištění rychlého, bezplatného a efektivního vyřizování sporů klientů s institucemi. Za výkon své práce odpovídal vládě. Finanční arbitr byl příslušný k rozhodování sporů:
- mezi osobami, které provádějí převody peněžních prostředků a jejich klienty při provádění převodů peněžních prostředků
- mezi osobami, které vydávají elektronické platební prostředky a držiteli elektronických platebních prostředků při vydávání a užívání elektronických platebních prostředků

Novelou zákona o finančním arbitrovi č. 180/2011 Sb. byla podstatně rozšířena i příslušnost arbitra k rozhodování sporů a to tak, že finanční arbitr je ode dne 1. července 2011 příslušný k rozhodování sporů mezi:
- poskytovateli platebních služeb a uživateli platebních služeb při poskytování platebních služeb,
- vydavateli elektronických peněz a držiteli elektronických peněz při vydávání a zpětné výměně elektronických peněz,
- věřiteli nebo zprostředkovateli a spotřebiteli při nabízení, poskytování nebo zprostředkování spotřebitelského úvěru,
- investičními fondy, investičními společnostmi nebo zahraničními investičními společnostmi a spotřebiteli ze standardních fondů kolektivního investování a speciálních fondů kolektivního investování, které shromažďují peněžní prostředky od veřejnosti,

pokud je jinak k rozhodnutí tohoto sporu dána pravomoc českého soudu. Arbitr usiluje zejména o smírné vyřešení sporu.

## Dosavadní vykonavatelé funkce
Na období let 2003–2007 zvolila Poslanecká sněmovna Parlamentu ČR do funkce finančního arbitra JUDr. Ing. Otakara Schlossbergera, Ph.D. Zástupcem finančního arbitra byl Poslaneckou sněmovnou zvolen JUDr. Petr Scholz, Ph.D.
Na období 2008–2012 byl zvolen finančním arbitrem Dr. Ing. František Klufa. Zástupcem arbitra byl opětovně zvolen JUDr. Petr Scholz, Ph.D. Dne 16. září 2011 se Dr. Ing. František Klufa výkonu funkce finančního arbitra vzdal. Z tohoto důvodu dočasně vedl, počínaje dnem 17. září 2011, Kancelář finančního arbitra JUDr. Petr Scholz, Ph.D.
V souladu se zákonem o finančním arbitrovi jmenovala vláda dne 16. listopadu 2011 na funkční období pěti let novým finančním arbitrem Mgr. Moniku Nedelkovou. Vláda České republiky usnesením ze dne 27. července 2016 jmenovala Mgr. Moniku Nedelkovou do funkce finančního arbitra na další funkční období 5 let. Vláda České republiky usnesením ze dne 13. září 2021  jmenovala Mgr. Moniku Nedelkovou do funkce finančního arbitra s účinností od 18. 11. 2021 na další funkční období 5 let.

## Kancelář finančního arbitra
S účinností od 1. července 2011 byla zákonem č. 180/2011 Sb., kterým se mění zákon č. 229/2002 Sb., zřízena Kancelář finančního arbitra, organizační složka státu, jako samostatná účetní jednotka, jejíž příjmy a výdaje jsou součástí rozpočtové kapitoly ministerstva financí a v jejímž čele je finanční arbitr. Kancelář finančního arbitra, organizační složka státu, je zcela samostatná a nemá žádné další organizační složky, či pobočky. Od téhož dne za výkon své funkce odpovídá finanční arbitr i jeho zástupce vládě.

## Řízení před finančním arbitrem
Řízení je bezplatné a zahajuje se na návrh navrhovatele (uživatel platebních služeb, držitel elektronických peněz, spotřebitel ze spotřebitelského úvěru a spotřebitel z fondu kolektivního investování).
Návrh na zahájení řízení před finančním arbitrem lze podat písemně, v elektronické podobě opatřený zaručeným podpisem, prostřednictvím datové schránky, osobně, resp. ústně do protokolu v sídle Kanceláře finančního arbitra, prostřednictvím formuláře, který je dostupný na internetové adrese. Stejným způsobem lze podat dotazy týkající se působnosti finančního arbitra.
V řízení postupuje finanční arbitr podle zákona o finančním arbitrovi s přiměřeným použitím správního řádu.
Proti rozhodnutím (nález, usnesení, rozhodnutí o pokutě) finančního arbitra lze uplatnit opravné prostředky – námitky podle § 16 nebo 23 zákona o finančním arbitrovi. Nález je soudně vykonatelný podle občanského soudního řádu, jakmile uplyne lhůta k plnění. Není-li stanovena lhůta k plnění, tak jakmile nabyl právní moci. V případě nesouhlasu je možné podat proti rozhodnutí finančního arbitra – nálezu ve smyslu § 15 ve spojení s § 17a zákona o finančním arbitrovi žalobu o přezkum nálezu civilním soudem podle páté části občanského soudního řádu. Rozhodnutí finančního arbitra o pokutě podle § 23 zákona o finančním arbitrovi je pak přezkoumatelné správním soudem podle soudního řádu správního.

## Žádosti o informace
Informace jsou poskytovány podle zákona o svobodném přístupu k informacím a podle samostatného Předpisu finančního arbitra o poskytování informací ze dne 26. října 2011. Proti rozhodnutí finančního arbitra o odmítnutí poskytnutí informace lze podle § 16 zákona o svobodném přístupu k informacím podat odvolání. Sazebník úhrad je stanoven na základě zákona o svobodném přístupu k informacím a vychází z vnitřního Předpisu finančního arbitra o poskytování informací s tím, že sazebník úhrad je k dispozici na internetové adrese finančního arbitru.

## Organizační struktura
Kancelář finanční arbitra plní úkoly spojené s odborným, organizačním a technickým zabezpečením činnosti finančního arbitra; v čele Kanceláře stojí finanční arbitr, v době jeho nepřítomnosti zastupuje finančního arbitra v plném rozsahu jeho pravomoci a odpovědnosti zástupce finančního arbitra.
Organizační členění Kanceláře finančního arbitra: finanční arbitr, zástupce finančního arbitra, sekretariát Kanceláře finančního arbitra, oddělení platebních služeb, oddělení spotřebitelských úvěrů, oddělení kolektivního investování.

## Nejdůležitější předpisy
- zákon č. 229/2002 Sb., o finančním arbitrovi, ve znění pozdějších předpisů
- zákon č. 500/2004 Sb., správní řád, ve znění pozdějších předpisů
- zákon č. 370/2017 Sb., o platebním styku, ve znění pozdějších předpisů
- zákon č. 145/2010 Sb., o spotřebitelském úvěru a o změně některých zákonů
- zákon č. 240/2013 Sb., o investičních společnostech a investičních fondech, ve znění pozdějších předpisů
- zákon č. 89/2012 Sb., občanský zákoník, ve znění pozdějších předpisů
- zákon č. 21/1992 Sb., o bankách, ve znění pozdějších předpisů
- zákon č. 6/1993 Sb., o České národní bance, ve znění pozdějších předpisů
- zákon č. 87/1995 Sb., o spořitelních a úvěrních družstvech a některých opatřeních s tím souvisejících a o doplnění zákona ČNR č.586/1992 Sb., o daních z příjmů, ve znění pozdějších předpisů
- zákon č. 136/2011 Sb., o oběhu bankovek a mincí a o změně zákona č.6/1993 Sb., o České národní bance
- zákon č. 253/2008 Sb., o některých opatřeních proti legalizaci výnosů z trestné činnosti a financování terorismu
- zákon č. 377/2005 Sb., o doplňkovém dohledu nad bankami, spořitelními a úvěrními družstvy pojišťovnami a obchodníky s cennými papíry ve finančních konglomerátech
- zákon č. 191/1950 Sb., zákon směnečný a šekový
- zákon č. 256/2004 Sb., o podnikání na kapitálovém trhu
- vyhláška č. 140/2011 Sb., o platebních systémech s neodvolatelností zúčtování
- vyhláška č. 141/2011 Sb., o výkonu činnosti platebních institucí, institucí elektronických peněz, poskytovatelů platebních služeb malého rozsahu a vydavatelů elektronických peněz malého rozsahu